# Bibliothèques de Rouen
Les bibliothèques de la ville de Rouen sont organisées et gérées au sein de deux réseaux bien distincts comme le réseau municipal et le réseau des universités. La plus vieille de ces bibliothèques ouvre ses portes en 1809, la plus récente date de 2011.  

## Réseau municipal

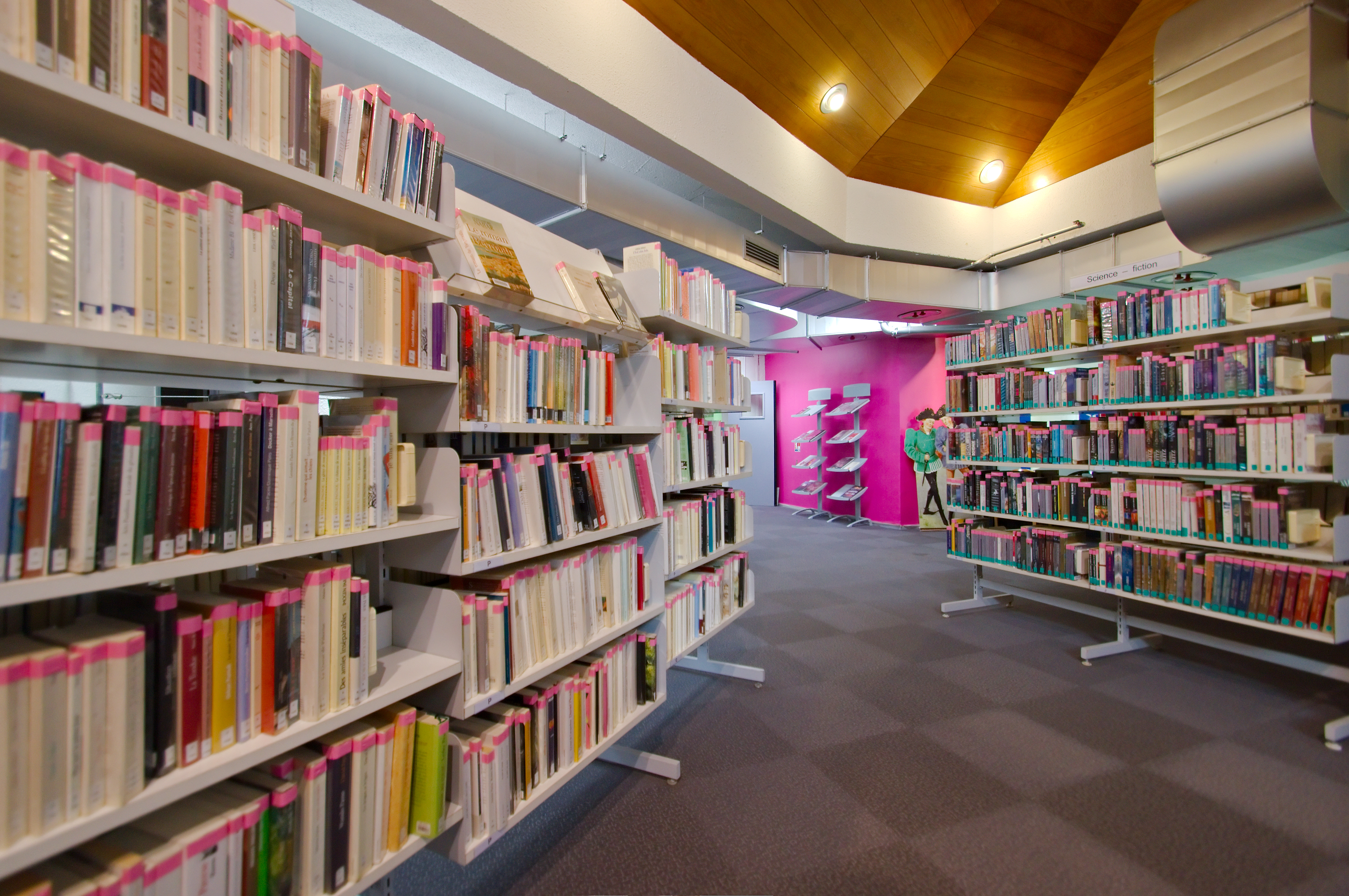
Rayons de la bibliothèque Saint-Sever.

Les bibliothèques municipales rouennaises sont regroupées au sein du réseau Rouen Bibliothèques comprenant : 

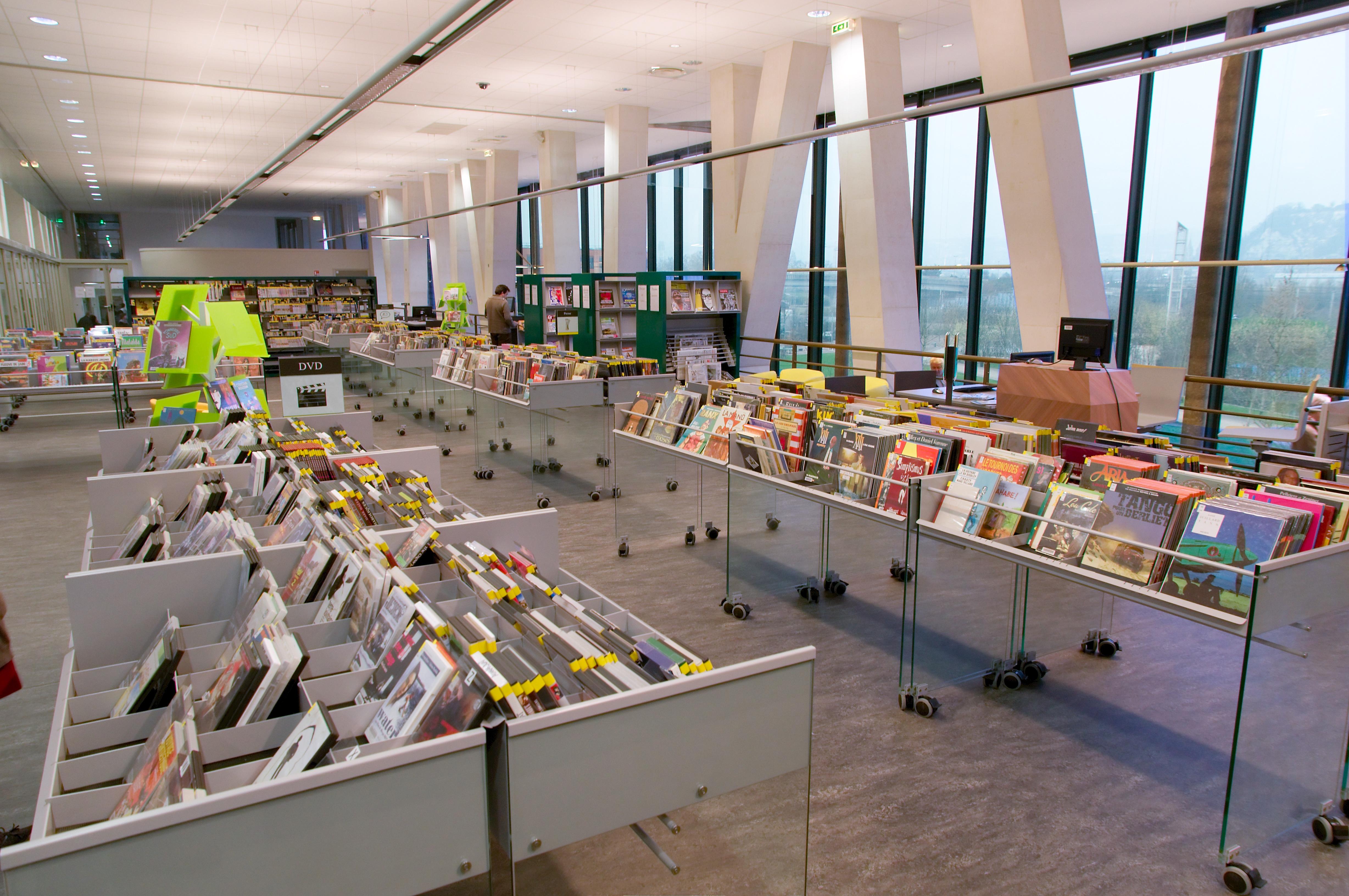
Rayons de la bibliothèque Simone-de-Beauvoir.

- la bibliothèque patrimoniale Villon, bibliothèque municipale classée, est consacrée à la conservation et à la consultation de documents patrimoniaux. Depuis 2017, elle dispose également d'une offre d'ouvrages empruntables limitée au domaine des Beaux-Arts et à celui de la Normandie ;
- une bibliothèque virtuelle, consacrée à des ouvrages plus pointus, plus spécialisés, plus rares ;
- six bibliothèques de proximité, qui proposent des collections de tous genres dédiées à tous les publics, des tout-petits aux adultes :
  - Bibliothèque des Capucins
  - Bibliothèque du Châtelet
  - Bibliothèque de la Grand'Mare
  - Bibliothèque Parment
  - Bibliothèque Saint-Sever
  - Bibliothèque Simone-de-Beauvoir

Les bibliothèques de Rouen ont été labellisées « Bibliothèque numérique de référence » jusqu'en 2023.
Les bibliothèques publient un magazine d'actualités semestriel, diffusé à 12 000 exemplaires, Texto, qui présente notamment toute la programmation culturelle du réseau.

## Réseau des Universités
La ville de Rouen accueille les bibliothèques universitaires des facultés de médecine, de droit, d'économie et de gestion du pôle des Sciences du tertiaire.

## Historique

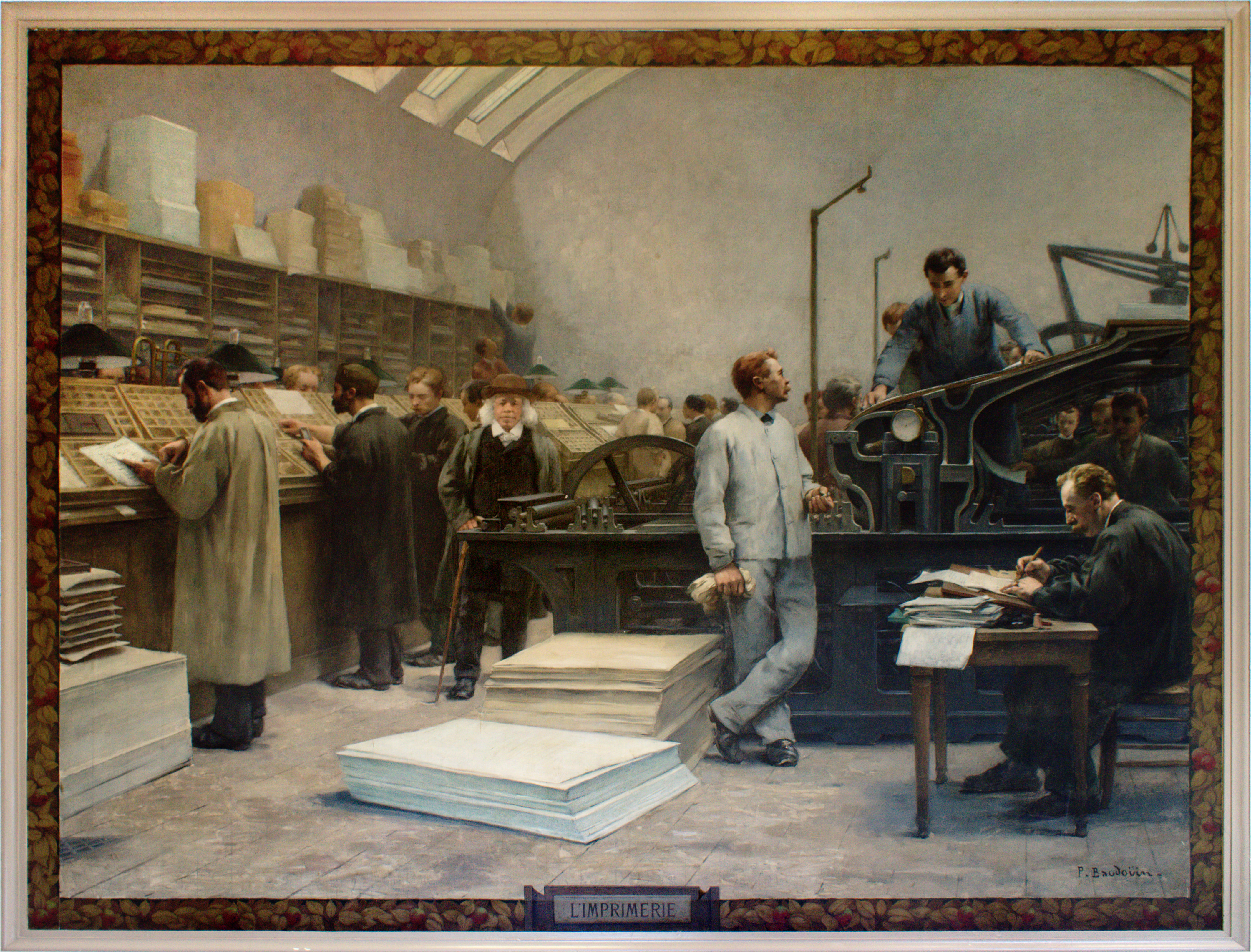
Peinture L’Imprimerie de Paul Albert Baudoüin.

Créée en 1809, la plus ancienne des bibliothèques de Rouen, nommée Bibliothèque Villon, occupe alors le 2e étage de l'hôtel de ville. Le 12 février 1888, elle s'installe dans le nouveau bâtiment dû à Louis Sauvageot, contigu au musée des beaux-arts. Les fresques décoratives de l'escalier sont l'œuvre de Paul Baudoüin.
Une phase importante de travaux a lieu au début des années 1960, avec la création de 4 niveaux pouvant abriter un plus grand nombre de collections. Entre 2014 et 2017, la bibliothèque patrimoniale Villon connaît une nouvelle phase de travaux et permet aujourd'hui d'accueillir plus de public dans des espaces distincts :  
- un espace consacré aux collections contemporaines empruntables sur la Normandie et les Beaux-Arts.
- une salle d'études, un espace de travail de 80 places.
- une salle consacrée à la consultation de documents patrimoniaux.
- un espace d'expositions temporaires composé de 3 salles

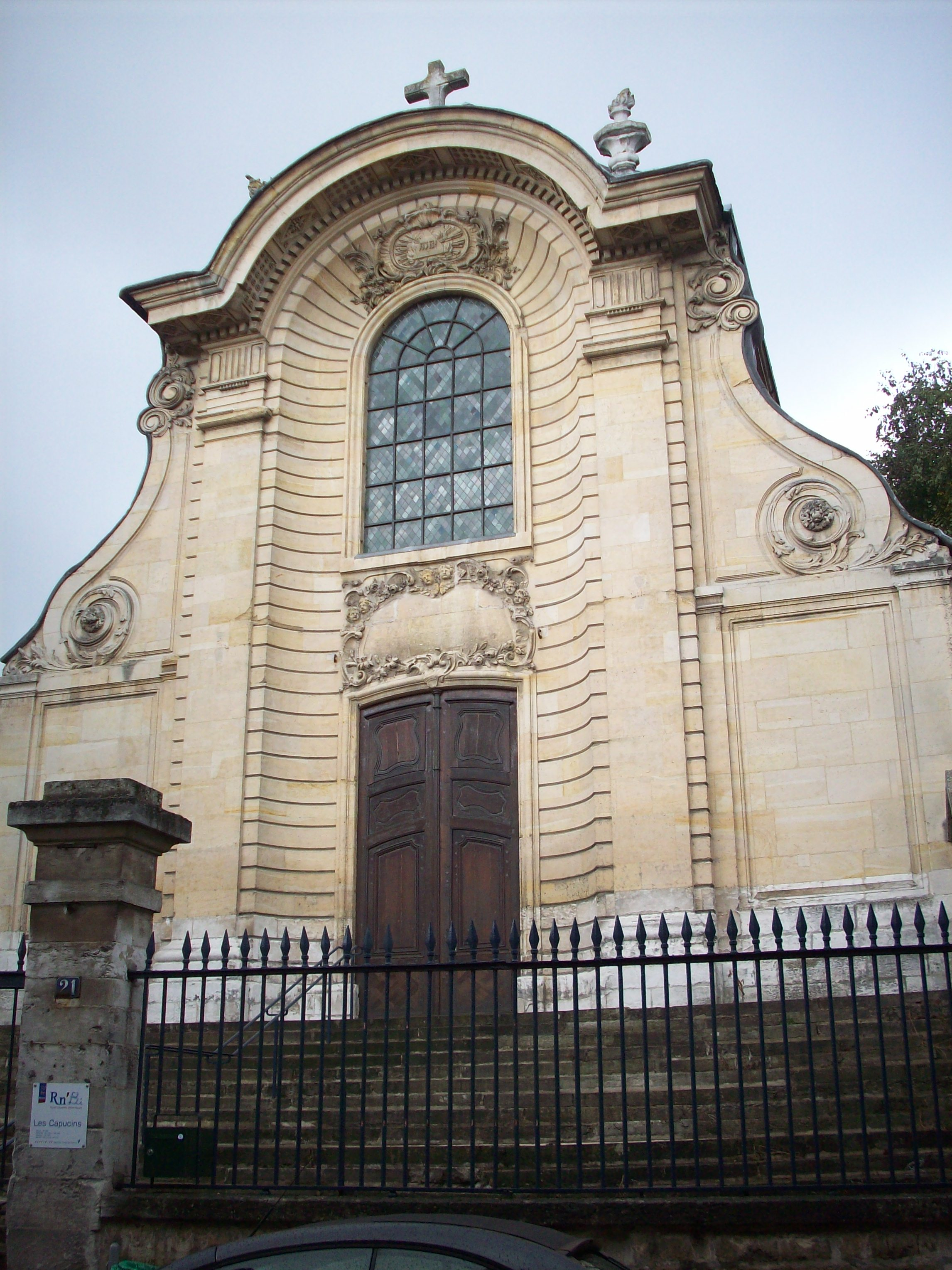
La bibliothèque des Capucins.

La bibliothèque des Capucins est inaugurée le 21 juin 1954. 

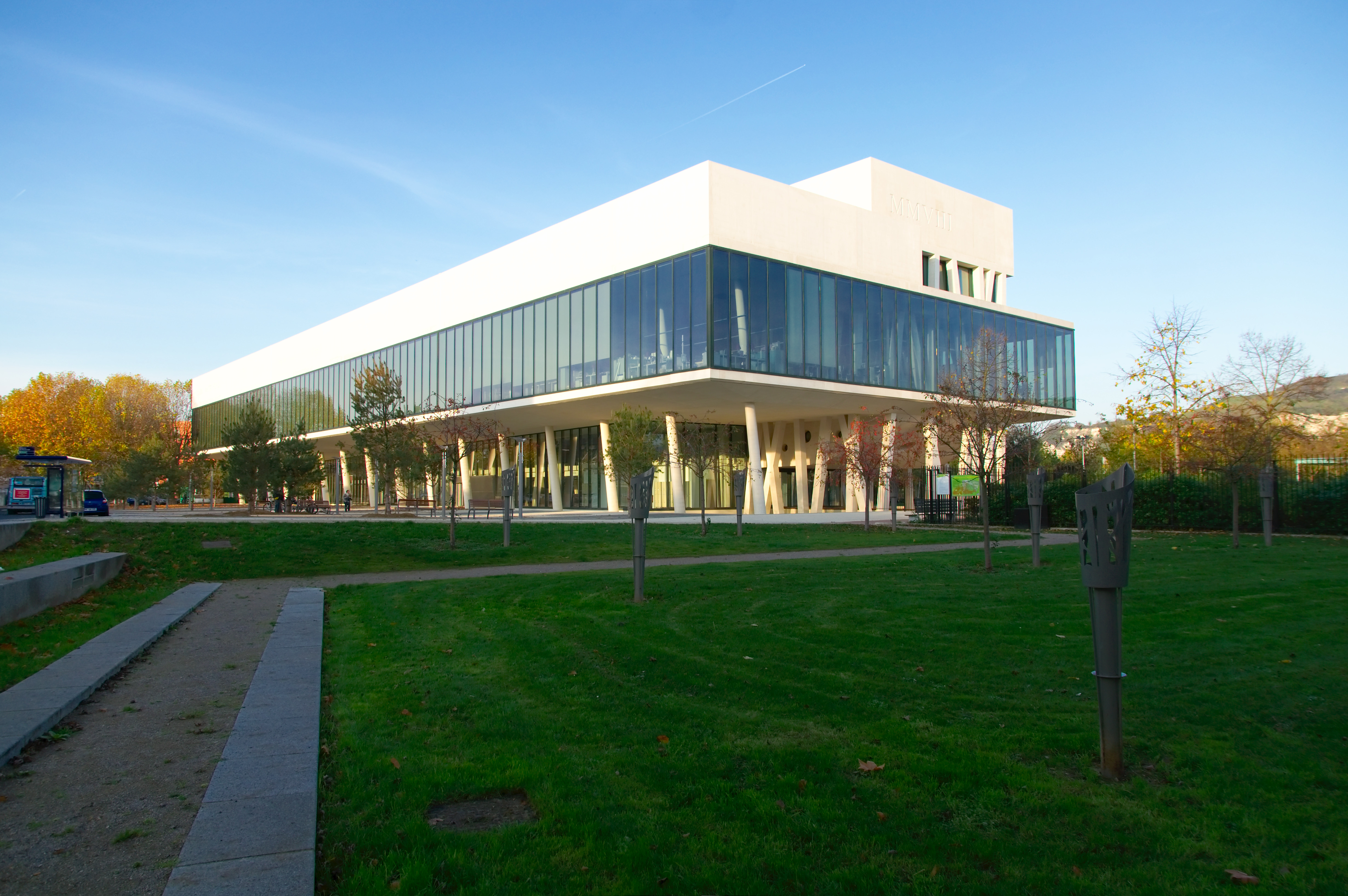
Pôle culturel Grammont.

En 2005, l'architecte Rudy Ricciotti remporte l'appel d'offres pour la construction de la médiathèque de Rouen. Mais la municipalité Fourneyron élue en mars 2008, qui doit financer les trois-quarts de ce projet de 44 millions d'euros, vote le 2 juillet 2008 le gel du chantier alors que le bâtiment est en construction depuis octobre 2007. Avant de poursuivre le chantier, la municipalité rouennaise demande aux autres partenaires institutionnels de participer davantage au financement et établit un nouveau projet d'accès à la lecture publique. Le bâtiment est finalement redéfini en « pôle culturel » en accueillant les archives départementales de la Seine-Maritime, la bibliothèque Simone-de-Beauvoir et les services centraux des bibliothèques. Après le renoncement à une candidature au projet national de bibliothèque municipale à vocation régionale (BMVR) en 1995 (municipalité Yvon Robert élue en juin 1995), c'est la deuxième fois que la municipalité de Rouen renonce à créer un espace de lecture publique.
En avril 2009, le réseau des bibliothèques de Rouen prend le nom de « Rn'Bi », pour Rouen nouvelles bibliothèques, dans le cadre du nouveau plan de développement de la lecture publique. Le 15 octobre 2010, la direction des bibliothèques s'installe dans ses nouveaux locaux, au 2e étage du bâtiment Ricciotti. La bibliothèque Simone-de-Beauvoir ouvre ses portes le 6 novembre 2010, sur 800 m2 d'espace destiné à l'accueil du public. Depuis le 1er septembre 2019, la directrice du réseau Rn'Bi est Véronique Prézeau.

## Collections
Le fonds des bibliothèques de proximité est constitué par environ 232 000 documents contemporains, 17 000 disques, 3 000 DVD, 4 000 livres en braille, 600 partitions et plus de 500 000 documents patrimoniaux.
La bibliothèque patrimoniale Villon conserve plus de 500 000 documents patrimoniaux dont environ 6 200 manuscrits (dont 1 000 médiévaux), 50 000 documents iconographiques et 600 incunables. Ses collections lui valent une renommée internationale par leur rareté.
Exemples de pièces emblématiques conservées : 
- Les manuscrits brouillons et définitifs de Madame de Bovary et de Bouvard et Péruchet de Gustave Flaubert,
- Le livre des Fontaines,
- La correspondance entre Voltaire et Pierre-Robert Le Cornier de Cideville,
- Des tablettes mésopotamiennes,
- La correspondances entre Guy de Maupassant et la comtesse Potocka,
- La bibliothèque d'André Gide.

La bibliothèque municipale de Rouen est dépositaire du dépôt légal imprimeur pour la région Haute-Normandie depuis 1946. À ce titre, elle conserve également 2 500 000 livres, périodiques, affiches et tracts.
Plus de 25 000 images numérisées sont consultables sur le portail web du réseau. Un partenariat entre la bibliothèque patrimoniale Villon et la Bnf conclu en 2016 aboutit en 2017 à la mise en ligne sur la  bibliothèque numérique Gallica et sur le site Rotomagus.fr de nombreuses collections numérisées.
En 2009, la bibliothèque a mis en ligne la totalité des 4 700 brouillons du manuscrit original de Madame Bovary, de Gustave Flaubert dont elle est dépositaire, ainsi que leur transcription, sur un site réalisé en collaboration avec le Centre Flaubert de l'Université de Rouen-Normandie . En novembre 2016, le même site propose un fonds bibliothécaire de 1 000 e-books, un accès à la presse et aux magazines, à des jeux et de l'autoformation.